# Pharaphodius diadema
Pharaphodius diadema är en skalbaggsart som beskrevs av Christian Rudolph Wilhelm Wiedemann 1823. Pharaphodius diadema ingår i släktet Pharaphodius och familjen Aphodiidae. Inga underarter finns listade i Catalogue of Life.